# Rusek Wielki
Rusek Wielki (deutsch Groß Rauschken, 1928 bis 1945 auch: Rauschken) ist ein Dorf in der polnischen Woiwodschaft Ermland-Masuren. Es gehört zur Gmina Pasym (Stadt-und-Land-Gemeinde Passenheim im Powiat Szczycieński (Kreis Ortelsburg)).

## Geographische Lage
Rusek Wielki liegt am Südufer des (Groß) Rauschker Sees (polnisch Jezioro Ruskie) in der südlichen Mitte der Woiwodschaft Ermland-Masuren, 19 Kilometer nordwestlich der Kreisstadt Szczytno (deutsch Ortelsburg).

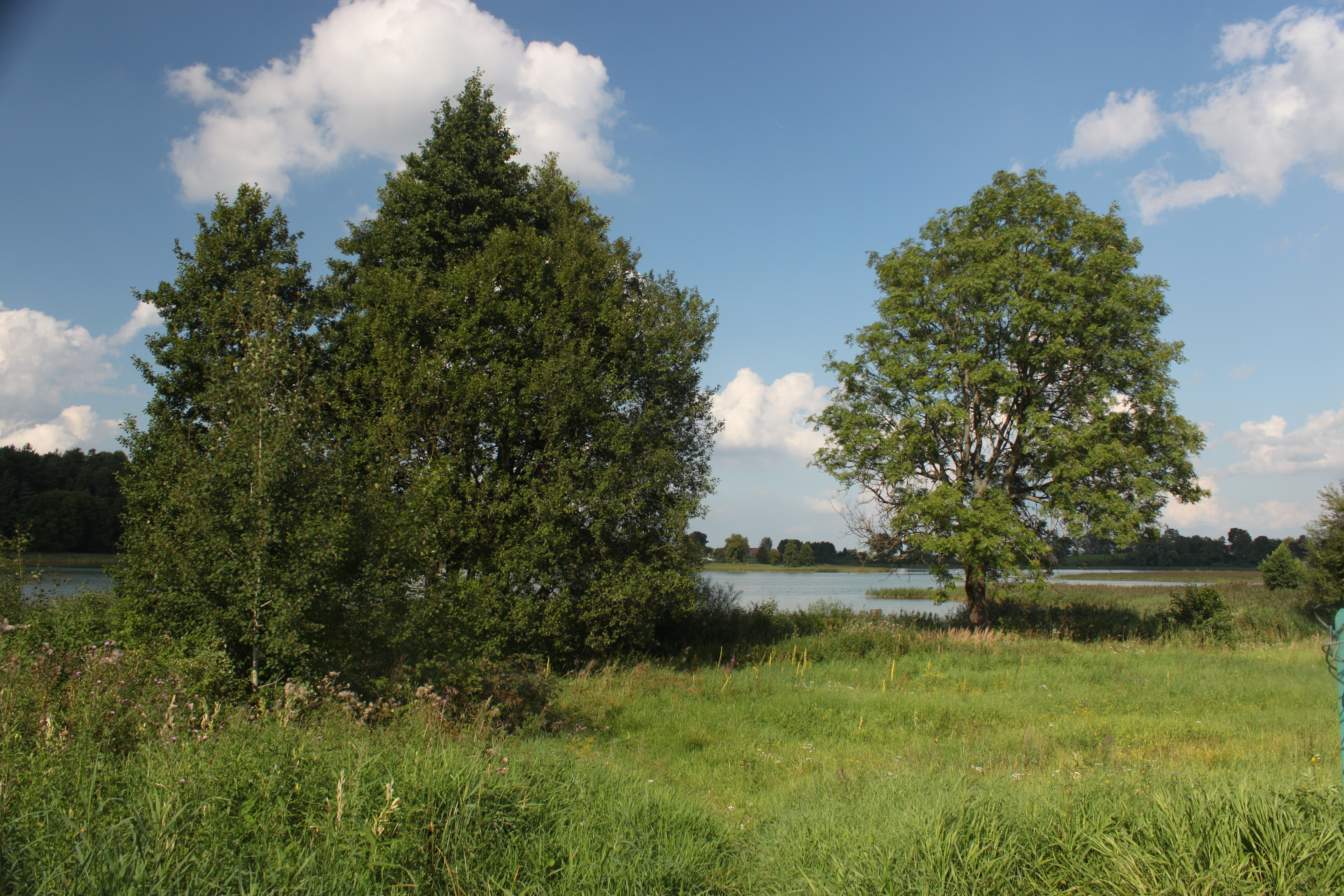
Blick auf den Jezioro Ruskie (Groß Rauschker See)

## Geschichte

### Dorf Groß Rauschken
Das damals Groß Rauschken genannte Dorf wurde im Jahre 1389 gegründet. Die Gründungshandfeste stellte der Hochmeister Konrad von Rotenstein unter dem Datum vom 26. Juli 1389 aus. Im Jahre 1472 wurde sie von Hochmeister Heinrich von Richtenberg erneuert. 1874 wurde Groß Rauschken in den neu errichteten Amtsbezirk Klein Rauschken (polnisch Rusek Mały) im ostpreußischen Kreis Ortelsburg eingegliedert. In Groß Rauschken waren 1910 insgesamt 495 Einwohner registriert.
Am 1. März 1927 wurden Groß Rauschken und Klein Rauschken (polnisch Rusek Mały) sowie Hanau und Tannenhof (polnisch Długipole und Jeglijak, beide nicht mehr existent) zur neuen Landgemeinde Rauschken zusammengeschlossen. Groß Rauschken wurde am 30. September 1928 in „Rauschken“ (ohne Zusatz) umbenannt.

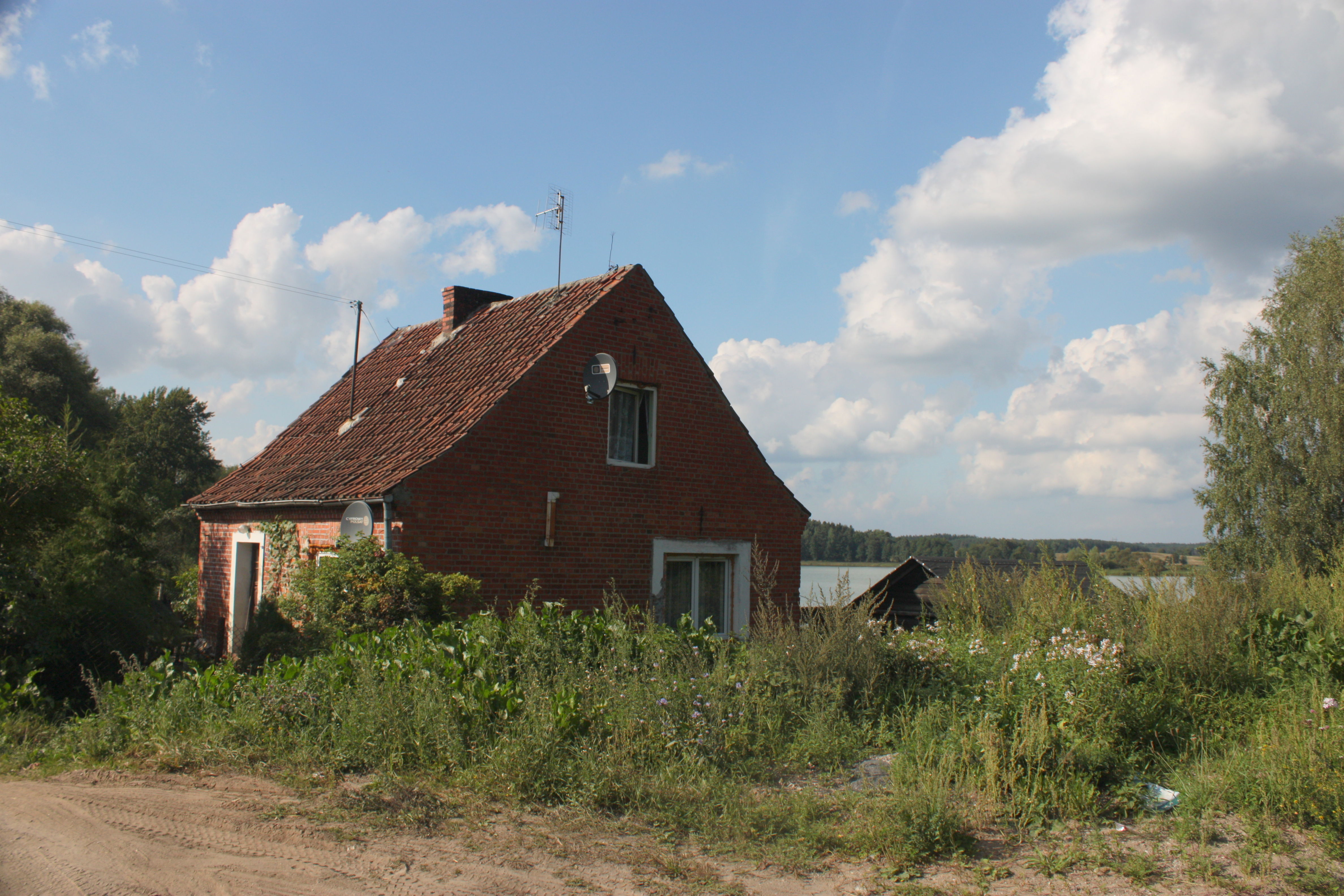
Wohnhaus in Rusek Wielki

### Die Gemeinde Rauschken
Die neugebildete Landgemeinde Rauschken nahm ihren Sitz in Groß Rauschken, das 1928 in „Rauschken“ umbenannt wurde. Die Zahl ihrer Einwohner belief sich 1933 auf 618 und 1939 auf 593.
Im Jahre 1945 wurde Rauschken in Kriegsfolge mit dem gesamten südlichen Ostpreußen an Polen überstellt. In der erteilten polnischen Namensform „Rusek Wielki“ erscheint wieder der ehemalige Dorfname. Rusek Wielki ist heute Sitz eines Schulzenamtes (polnisch Sołectwo) und als solches in die Stadt-und-Land-Gemeinde Pasym (Passenheim) im Powiat Szczycieński integriert, bis 1998 der Woiwodschaft Olsztyn, seither der Woiwodschaft Ermland-Masuren zugehörig. Im Jahre 2011 zählte Rusek Wielki 126 Einwohner.

## Kirche

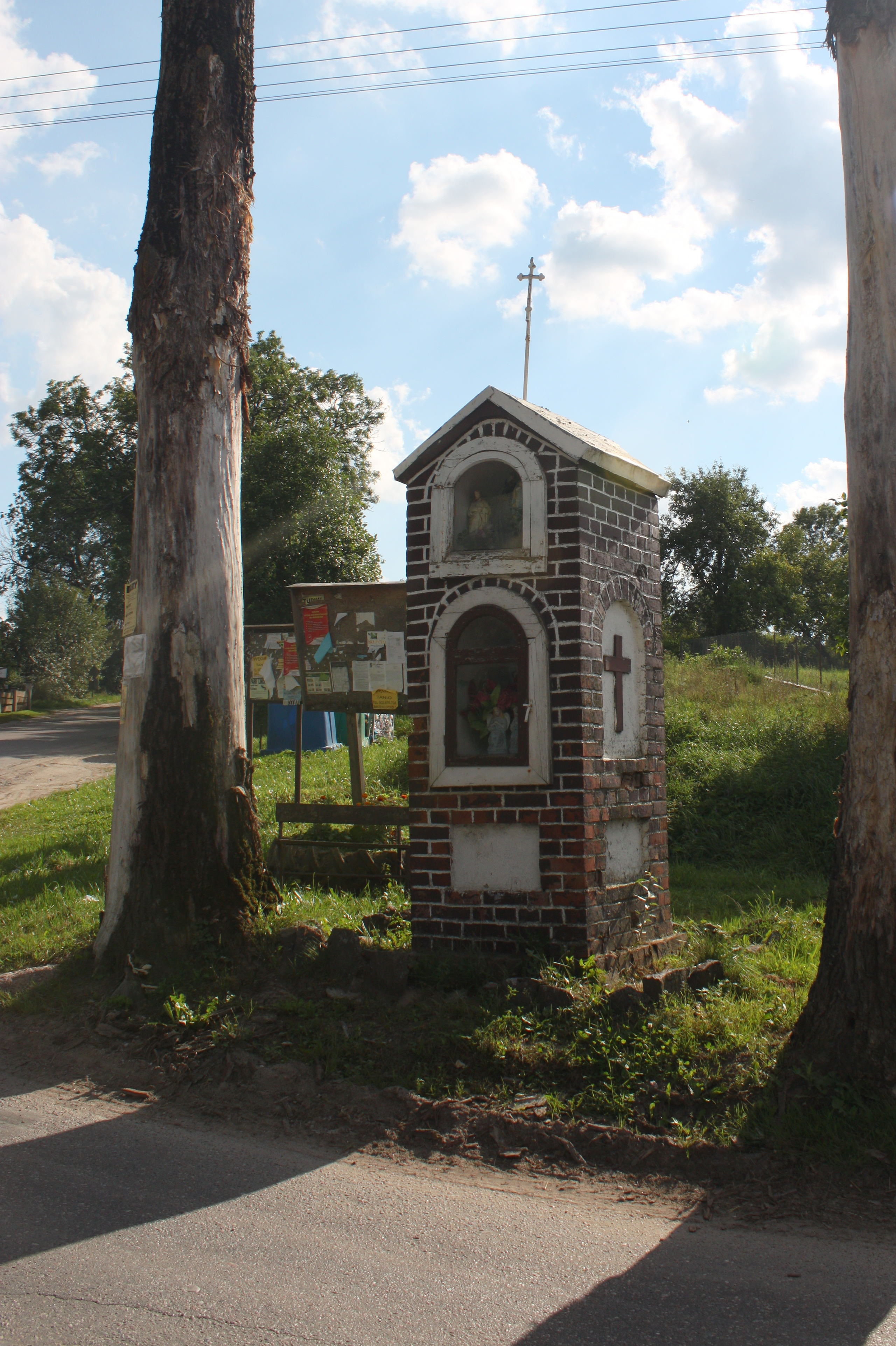
Bildstock in Rusek Wielki

Groß Rauschken resp. Rauschken war bis 1945 in die evangelische Kirche Passenheim in der Kirchenprovinz Ostpreußen der Kirche der Altpreußischen Union sowie in die römisch-katholische Pfarrei Giławy (Gillau) im damaligen Bistum Ermland eingepfarrt.
Der kirchliche Bezug ist nach 1945 der gleiche geblieben: evangelischerseits zur Kirche in Pasym, jetzt in der Diözese Masuren der Evangelisch-Augsburgischen Kirche in Polen, katholischerseits zu Groß Purden bzw. ab 1898 zur Pfarrei in Giławy, jetzt im Erzbistum Ermland.

## Schule
Die Dorfschule in Groß Rauschken verdankt ihre Gründung Friedrich Wilhelm I. 1939 war sie in drei Klassen unterteilt, in denen etwa 150 Kinder unterrichtet wurden.

## Verkehr
Rusek Wielki liegt an einer Nebenstraße, die von Grzegrzółki (Kukukswalde) über Giławy (Gillau) bis nach Barczewo (Wartenburg in Ostpreußen) führt. Außerdem endet in Rusek Wielki eine von Leszno (Leschnau) und Rusek Mały (Klein Rauschken) kommende Nebenstraße. Eine Anbindung an den Bahnverkehr besteht nicht.